# Région de Tombouctou
Pour les articles homonymes, voir Tombouctou (homonymie).
La région de Tombouctou est la sixième région administrative malienne, et ce, depuis le 12 juillet 1977. Située au centre-nord du pays, elle s’étend sur 206 000 km2 et son chef-lieu est la ville de Tombouctou.

## Histoire
En 1977, la région de Gao est divisée en deux avec la création de la région de Tombouctou, elle prend le rang de 6e région et Gao la 7e. La région est composée de 5 cercles : Tombouctou, Diré, Goudam, Gourma-Rharous et Niafunké.
En 2011, un redécoupage administratif est initié par le président Amadou Toumani Touré. Le 14 décembre 2011, le gouvernement adopte un projet de loi portant création des circonscriptions, cercles et arrondissements des régions de Tombouctou, Taoudénit, Gao et Ménaka.
En 2011, la région de Taoudénit est créée avec des localités situées à l’extrême nord du Mali, relevant auparavant de la région de Tombouctou. La mise en place d'institutions régionales est cependant repoussée en raison de la guerre du Mali est ne devient effective qu'en 2016. À ce moment, la région de Tombouctou perd la grande majorité de son territoire au profit de la région de Taoudénit. Une autre réforme régionale est mise en place en 2023 et permet à la région de Tombouctou de reprendre une part considérable de son territoire perdu sept ans plus tôt au profit de Taoudénit.

## Géographie
La région de Tombouctou est limitée au sud par les régions de Ségou et Mopti, à l'est par les régions de Gao et Kidal, au nord et nord-est par l'Algérie (Wilaya d'Adrar) et à l'ouest par la Mauritanie (région d'Oualata).
| Adrar           | Taoudénit  | Kidal    |
| Hodh El Chargui | Tombouctou | Gao      |
| Ségou           | Mopti      | Douentza |

C'est une région en grande partie désertique. Au sud cependant, la présence du Niger et de son delta intérieur, ainsi que de nombreux marigots, étangs et lacs, permettent d'importantes activités agricoles.
La région de Tombouctou compte 26 forêts classées couvrant une superficie de 57 416 ha.
Dans la région sont situés un site Ramsar, le lac Horo dans le cercle de Niafunké, et une zone d’intérêt cynégétique, Azaouad Nord – Ouest dite Salam, dans le cercle de Tombouctou.

## Démographie et population
La région compte 681 691 habitants en 2009.
La population a été multipliée  par près de 1,5 depuis 1998, soit un taux d'accroissement moyen annuel de 3,3 % entre 1998 et 2009. Le cercle de Tombouctou a connu la plus forte augmentation de la population (+75 %) suivi par ceux de Gourma-Rharous et Niafunké (respectivement +64 % et +50 %).
Les femmes représentent 50,0 % de la population.

## Subdivisions administratives
La région de Tombouctou est composée de cinq cercles (Tombouctou, Diré, Niafunké, Goundam et Gourma-Rharous) qui regroupent 51 communes.
Après l'adoption de la loi créant la région de Taoudénit et avant 2023, la région de Tombouctou est constituée par :
- le cercle de Tombouctou comprenant les arrondissements de Tombouctou central, Aglal, Ber et Bourem Inaly,
- le cercle de Diré comprenant les arrondissements de Diré central, Dangha, Haïbongo et Saréyamou,
- le cercle de Goundam comprenant les Arrondissements de Goundam central, Bintagoungou, Douékiré, Farach, Raz-elma, Tonka, Gargando et Tilemsi,
- le cercle de Gourma-Rharous comprenant les Arrondissements de Gourma-Rharous central, Bambara Maoudé, Haribomo, Gossi, Inadiatafane et Ouinerdène
- le cercle de Niafunké comprenant les Arrondissements Niafunké central, Banikane, Dianké Koumaïra, Léré, N’Gorkou, Saraféré et Soumpi.

Depuis 2023, la région est composée de 13 cercles. Le code à deux chiffres attribué à la région est le 06 (lois 2023-006 et 2023-007), les cercles sont codifiés selon l'ordre chronologique par la loi 2023-002 du 13 mars 2023.
| Code | Cercle                   | Arrondissements |
| 0601 | Cercle de Tombouctou     | 3               |
| 0602 | Cercle de Goundam        | 3               |
| 0603 | Cercle de Diré           | 4               |
| 0604 | Cercle de Niafunké       | 2               |
| 0605 | Cercle de Gourma-Rharous | 2               |
| 0606 | Cercle de Bintagoungou   | 2               |
| 0607 | Cercle de Saraféré       | 4               |
| 0608 | Cercle de Bambara-Maoudé | 3               |
| 0609 | Cercle de Léré           | 2               |
| 0610 | Cercle de Gossi          | 2               |
| 0611 | Cercle de Tonka          | 2               |
| 0612 | Cercle de Ber            | 2               |
| 0613 | Cercle de Gargando       | 3               |

## Transport et économie

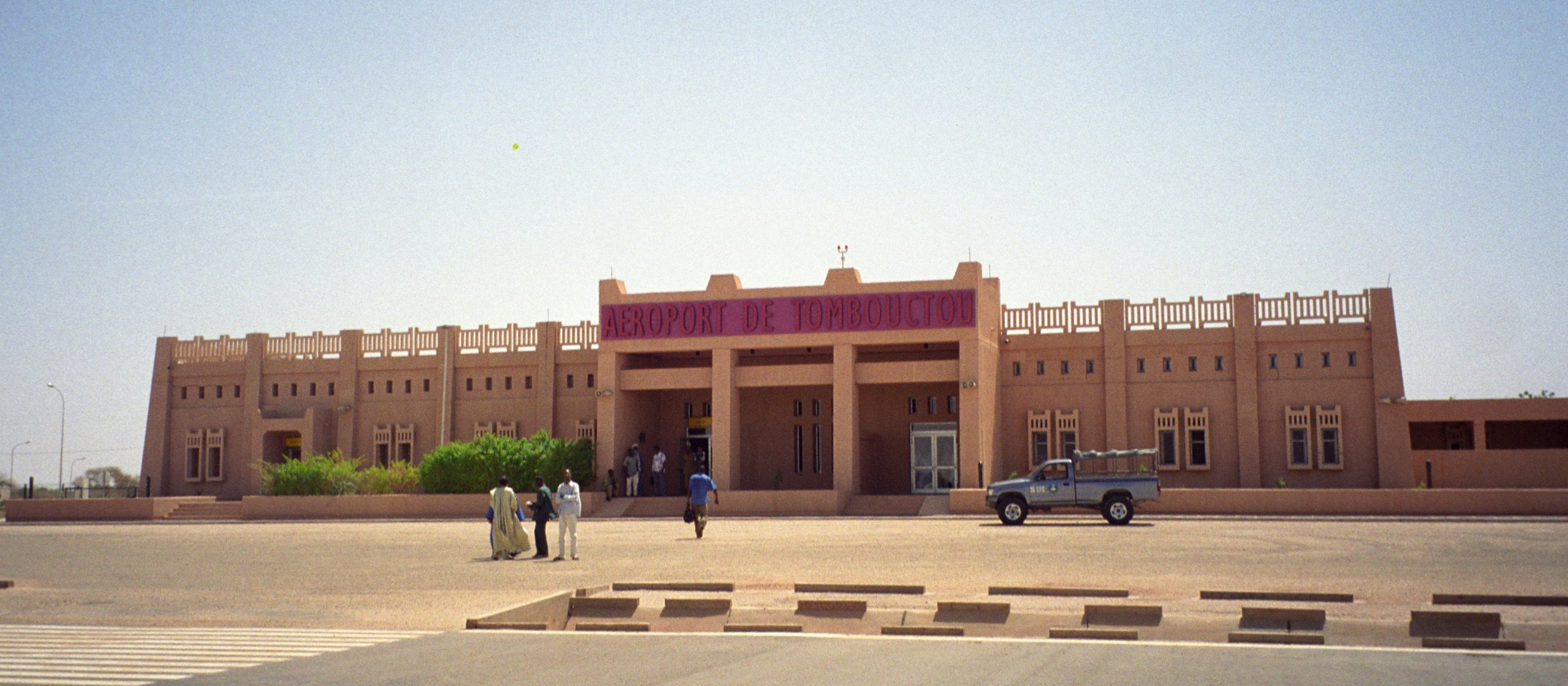
L'aéroport de Tombouctou.

La région est desservie par l'Aéroport international de Tombouctou, et accessoirement par celui de Gao. On y accède également par le fleuve Niger et les pistes qui le longent, mais la partie nord est uniquement le domaine des routes caravanières.
La ville de Tombouctou génère une activité touristique notable dans une région qui vit toujours de la production du sel (les routes transsahariennes au nord persistent), d'un peu d'élevage et du petit artisanat local.

## Jumelage et coopération décentralisée
Les régions de Tombouctou et Rhône-Alpes (France) sont unis par une convention de coopération qui remonte à 1986. Une convention triennale de renouvellement a été signée par Jean-Jack Queyranne, président du conseil régional Rhône-Alpes et Mohamed Ibrahim, président de l’Assemblée régionale de Tombouctou en octobre 2009. La coopération porte notamment sur une aide au processus de décentralisation au Mali, sur des actions en faveur de l'accès à l'eau, le développement de l'agriculture et de la santé. Pour la santé, des actions innovantes ont été développées depuis plusieurs années, en partenariat avec l'ONG Santé Diabète et la Région Rhône Alpes, qui ont permis durant la crise de sauver des milliers de diabétiques résidant dans la région de Tombouctou .

## Histoire récente
Au moins depuis 2012, la région est directement concernée par la Guerre du Mali.